# Демократичний альянс (Греція)
Демократичний альянс (грец. Δημοκρατική Συμμαχία) — політична партія в Греції, заснована 21 листопада 2010 року незалежним членом Грецького парламенту, колишнім міністром, Дорою Бакоянні.

## Заснування партії
На прес-конференції з нагоди заснування партії також були присутні колишні члени Нової Демократії, зокрема Костас Кільтідіс і Христос Маркоянніс. Установчі збори партії відбудуться в березні 2011 року.
У декларації зазначено, що Демократичний альянс — незалежна партія демократичного руху. Основні програмні положення новоствореної партії: реформування системи соціального забезпечення, податкування регулювання, скорочення числа держслужбовців.
22 листопада 2010 року Дора Бакоянні зустрілась із Президентом Республіки Каролосом Папуліасом і сповістила про створення партії.
Представники в Грецькому парламенті
- Дора Бакоянні, Афіни
- Лефтеріс Авгенакіс, Іракліон
- Костас Кільтідіс, Кілкіс
- Йоргос Контоянніс, Еліда
- Христос Маркоянніс, Ханья

Представники у Європарламенті
- Теодорос Скілакакіс

## Результати на виборах
Вперше участь у парламентських виборах партія взяла 6 травня 2012 року, набрала 2,6%, не подолавши тривідсотковий бар'єр, і відтак не буде представлена у Грецькому парламенті.
| Рік  | Тип виборів        | Кількість голосів | %    | Кількість депутатів |
| ---- | ------------------ | ----------------- | ---- | ------------------- |
| 2012 | Грецький парламент | 160 280           | 2.6% | 0                   |